# Spisak protivvazdušnog naoružanja
Spisak protivvazdušnog naoružanja..  See also protivvazdušno ratovanje.

## Kanada
- Air Defense Anti-Tank System (ADATS)
- Oerlikon
- AMADS – Napredni prenosivi sistem protivvazdušne odbrane

## Finska
- T-55A Marksman
- SAKO 23 mm/87
- 23 ItK 95

## Francuska

### Trenutni

#### Sistemi oružja
- 20mm Tarasque
- VAB VDAA
- Panhard ERC 20 Kriss

#### Raketni sistemi
- Aster / SAMP/T
- Crotale
- Mistral
- Roland
- Man-portable air-defense systems:
  - Mistral MANPADS
- Air-to-air missiles
  - MICA
  - Nord AA.20, AA.25
  - Meteor
  - AC 3G
  - Matra R.550 Magic

### Bivši

#### Sistemi oružja
- 25 mm Hotchkiss anti-aircraft gun
- AMX-13 DCA
- Canon de 37 mm Modèle 1925
- Canon de 75 modèle 1897
- Canon de 75 antiaérien mle 1913-1917
- Canon de 75 mm modèle 1924
- Canon de 75 CA modèle 1940 Schneider
- Canon de 90 mm Modèle 1926
- Hispano-Suiza HS.404

#### Raketni sistemi
- Matra R.511
- Matra R.530
- Matra M.04

## Nemačka
- Flakpanzer Gepard
- LFK NG
- MANTIS
- Rheinmetall 20 mm Twin Anti-Aircraft Cannon
- Roland
- Wiesel 2 Light Air Defence System

## Indija
- Akash
- Akash-NG
- Bofors 40 mm L/60 gun (protivvazdušni)
- ZSU-23-4 self- propelled AA gun
- VL-Astra
- 9K22 Tunguska
- SAMAR Air Defence System
- Barak 1
- Barak 8(MR SAM)
- SPYDER
- QRSAM
- 9K38 Igla
- 9K33 Osa
- S-125 Neva/Pechora
- S-200
- S-300
- S-400
- XRSAM

## Iran
- ZU-23-1,2 23mm AAA
- Samavat 35mm AAA
- Sa'ir 100mm AAA
- Mesbah 1
- Sayyad 1,2
- Shahab Thagheb
- Mersad
- Misagh-1,2
- Bavar 373
- Raad
- Ya Zahra
- Soheil
- S-300 (missile)
- S-200 Angara/Vega/D
- MIM-23 Hawk

## Italija
- Scotti 20/L77
- Breda M1935 20/L53
- M1941 90/L53
- SIDAM 25
- Aster rakete
- Aspide rakete

## Japan

### Kopnene snage japanske carske vojske i mornarice (Drugi svetski rat)

#### Laka protivavionska
- Type 98 20 mm AA Machine Cannon
- Type 2 20 mm AA Machine Cannon
- 20 mm Twin AA Machine Cannon (dvostruki top)
- Type 4 20 m Twin AA Machine Cannon (dvostruki top)
- Model 96 25 mm AT/AA Gun
- AA Mine Discharger

#### Srednja i teška protivavionska
- Model 96 25 mm AT/AA Gun (trostruki top)
- Vickers Type 40 mm AT/AA Gun (dvostruki top)
- Type 11 75 mm AA Gun
- Type 88 75 mm AA Gun
- Type 4 75 mm AA Gun
- Type 3 80 mm AA Gun
- Type 99 88 mm AA Gun
- Type 10 120 mm AA Gun
- Type 14 10 cm AA Gun
- Type 3 12 cm AA Gun
- Type 5 15 cm AA Gun
- 12.7 cm/40 Type 89 naval gun

#### Samohodni AA
- Type 98 20 mm AAG Tank Ho-Ki
- 20 mm AA Machine Cannon Carrier Truck
- 20 mm Anti-Aircraft Tank "Ta-Se"
- Type 96 AA Gun Prime Mover
- Type 98 20 mm AA Half-Track Vehicle

### Protivvazdušna oprema Japanskih kopnenih snaga za samoodbranu

#### Protivavionski zemaljski fiksni / pokretni topovi
- M42 40 mm Self-Propelled Anti-Aircraft Gun "Duster"
- Type 87 Self-Propelled Anti-Aircraft Gun
- 75 mm M51 Anti-Aircraft Gun

#### Rakete zemlja-vazduh
- Type 81 Surface to Air Missile
- Type 93 Surface to Air Missile
- HAWK Ground to Air Missile
- Type 3 Chū-SAM
- Type 91 surface-to-air missile

### Protivvazdušna oprema Japanskih snaga za vazdušnu samoodbranu

#### Protivvazdušna raketa
- NIKE-J Ground to Air Large-Sized Missile
- PATRIOT Ground to Air Missile

#### Protivavionski kopneni top
- Rheinmetall 20 mm Twin Anti-Aircraft Canon
- VADS (Vulcan Ai) Republic
- Raytheon MIM-104 Patriot
- Raytheon MIM-23 Hawk
- MBDA Mistral
- Crotale NG#K-SAM Pegasus
- Chiron (missile)
- KM-SAM

## Mjanmar

### Sistemi oružja
- MAA-01 - 35mm AA topovL
- 25 mm self-propelled twin AA guns - Lokalno proizvedene 25 mm AA topove koje se postavljaju na Mil-truk lokalne proizvodnje

### Raketni sistemi
- MADV-1 - Samohodni PVO sistem kratkog dometa
- KS-1M - Sistem protivvazdušne odbrane srednjeg dometa

## Severna Koreja
- S-25 Berkut
- SA-2
- SA-3
- SA-4
- SA-5 Gammon
- SA-6
- SA-7
- SA-17
- KN-06
- Pon'gae-6 (S-300)
- 9K35 Strela-10

## Norveška
- 7.5 cm L/45 M/16 anti aircraft gun
- NALLADS (koristi Bofors RBS-70 rakete)
- NASAMS - Norwegian Advanced Surface to Air Missile System (koristi AMRAAM rakete)

## Pakistan
- FIM-92 Stinger
- Hongnu-5
- M42 Duster
- Rheinmetall 20 mm Twin Anti-Aircraft Cannon
- HQ-16
- Aspide
- Anza (missile)
- Crotale (missile)
- RBS-70
- HQ-7
- LY-80
- HQ-9

## Kina
- Hongqi-1
- Hongqi-2
- Hongnu-5
- Hongqi-7
- Hongqi-9
- Hongqi-10
- Hongqi-15
- Hongqi-17
- Hongqi-18
- Hongqi-61
- Kaishan-1
- Lieying-60
- PenLung-9
- Qianwei-1
- Qianwei-2

### Raketni sistemi
- S-400

## Poljska

### Trenutni

#### Sistemi oružja
- ZU-23-2
- S-60MB
- KS-12
- KS-19
- Hibneryt

#### Raketni sistemi
- 9K33 Osa
- 2K12 Kub
- S-125 Newa SC
- S-200 Wega C
- Poprad
- Man-portable air-defense systems:
  - Piorun
  - Grom
  - Strzała-2

#### Kombinovani sistemi
- ZUR-23-2S "Jod" i njegove varijante, uključujući PSR-A Pilica
- ZSU-23-4MP "Biała"

### Bivši

#### Sistemi oružja
- PKM-4 and PKM-2
- 20 mm Polsten
- ZSU-57-2
- ZSU-23-4

#### Raketni sistemi
- PZA Loara
- 9K31 Strela-1
- 9K35 Strela-10
- 2K11 Krug
- S-75 Dźwina i modernizovani S-75M Volkov (aka SA-2C)

## Rumunija
- CA-95
- Nike Hawk
- MIM-104C PAC-2 Patriot
- Flugabwehrkanonenpanzer Gepard
- CA-94
- 9K33 Osa
- 2K12 Kub
- ZU-2
- M 1980/88
- Oerlikon GDF
- AZP S-60
- MIM-23
- SA-2 Guideline
- ZSU-57-2

## Rusija / SSSR

### Sistemi oružja
- ZSU-37
- ZU-23-2
- ZSU-57-2
- S-60
- ZSU-23-4 Shilka
- 61-K
- 52-K
- ZPU
- KS-19

### Raketni sistemi
- Kashtan CIWS
- M-11 Shtorm
- S-25 Berkut

- S-75
- S-125
- S-200
- S-300
- S-350E
- S-400
- S-500
- Pantsir-S1
- 2K11 Krug
- 2K12 Kub
- 9K22 Tunguska
- 9K31 Strela-1
- 9K32 Strela-2
- 9K33 Osa
- 9K330 Tor
- 9K34 Strela-3
- 9K35 Strela-10
- 9K37 Buk
- 9K38 Igla

### Kombinovani sistemi
- Kashtan CIWS
- 9K22 Tunguska
- Pantsir-S1

## Švedska
- Bofors 20 mm gun
- Bofors 25 mm gun
- Bofors 40 mm L/60 gun
- Bofors 40 mm L/70 gun
- Bofors 57 mm L/60 gun
- Bofors 75 mm L/52 gun
- Bofors 75 mm L/60 gun
- Bofors 80 mm L/50 gun
- Bofors 105 mm L/50 gun
- RBS 70
- RBS 90
- RBS 23
- RBS 97

## Švajcarska
- Oerlikon 20 mm cannon
- Oerlikon 35 mm twin cannon
- Oerlikon Skyshield 35 mm Revolver Gun System
- Oerlikon Millennium 35 mm Naval Revolver Gun System
- Air Defense Anti-Tank System
- Skyshield

## Tajvan
- Antelope air defence system
- T-82T 20mm Dvostruki protivvazdušni top
- Sky Bow serija naprednog raketnog sistema zemlja-vazduh

## Turska
- Atılgan PMADS
- Zıpkın PMADS
- KORKUT
- HİSAR
- S-400

## Velika Britanija

### Topovi
- Vickers .50 machine gun
- 20 mm Polsten
- QF 2 pounder naval gun
- QF 3.7 inch AA gun
- 4.5 inch (114 mm) gun

### Raketa
- Bristol Bloodhound
- Blowpipe missile
- Javelin missile
- Rapier missile
- Sea Slug missile
- Sea Wolf missile
- Starstreak missile
- English Electric Thunderbird
- Sea Cat/Tiger Cat missile
- Sea Dart missile
- Sea Ceptor CAMM (missile family)
- Starburst surface-to-air missile

### Ostalo
- Holman Projector
- Unrotated Projectile
- Z battery (2-inčna raketna baterija)

## Sjedinjene Američke Države

### Raketni sistemi
- RIM-2 Terrier
- MIM-3 Nike-Ajax

- RIM-8 Talos
- MIM-14 Nike-Hercules
- CIM-10 BOMARC
- MIM-23 Hawk
- RIM-24 Tartar
- FIM-43 Redeye
- MIM-46 Mauler (projekat)
- LIM-49 Nike Zeus (projekat)
- RIM-50 Typhon LR (projekat)
- RIM-55 Typhon MR (projekat)
- RIM-7 Sea Sparrow
- RIM-66 Standard Missile-1 and 2 MR
- RIM-67 Standard Missile-2 ER
- MIM-72 Chaparral
- RIM-85 (projekat)
- FIM-92 Stinger
- M-1097 Avenger
- RIM-101 (projekat)
- MIM-104 Patriot
- RIM-113 (projekat)
- MIM-115 Roland
- RIM-116 RAM
- RIM-156 Standard Missile-2ER Block IV
- RIM-161 Standard Missile-3
- RIM-162 ESSM
- LAV-AD

### Sistemi oružja
- 50 cal. MG
- M45 Quadmount
- Oerlikon 20 mm cannon
- 3"/23 caliber gun (Prvi svetski rat, međuratni, Drugi svetski rat)
- 3"/50 caliber gun (Prvi svetski rat, međuratno doba, Drugi svetski rat, Korejski rat, Hladni rat)
- 5"/25 caliber gun (međuratno doba, Drugi svetski rat)
- 5"/38 caliber gun (međuratno doba, Drugi svetski rat, Korejski rat, Hladni rat)
- 6"/47 Mark 16 and 17 top (Hladni rat, Korejski rat)
- 75 mm Gun M1916 (Prvi svetski rat)
- 75 mm gun M1897 (Prvi svetski rat)
- 3-inch M1917 gun (Prvi svetski rat, međuratno doba, Drugi svetski rat)
- 3-inch M1918 gun (Prvi svetski rat, međuratno doba)
- 3-inch M3 gun (međuratno doba, Drugi svetski rat)
- 105 mm M3 gun (međuratno doba, ograničena proizvodnja)
- 37 mm Gun M1 ( na neke su montirali po dva MG kalibra 0,50 cal) (međuratno doba, Drugi svetski rat)
- 1.1"/75 (28mm) gun (međuratno doba, Drugi svetski rat)
- Bofors 40 mm gun (Drugi svetski rat)
- 90 mm M3 gun (Drugi svetski rat – 1950s)
- 120 mm M1 gun (Drugi svetski rat – 1950s)
- Skysweeper (rani Hladni rat)
- M42 Duster (Hladni rat)
- M163 VADS "Vulkan"
- M247 Sergeant York (projekat)
- Phalanx CIWS

## Jugoslavija
- Zastava M55
- M-75

## Spoljašnje veze
- Медији везани за чланак Spisak protivvazdušnog naoružanja на Викимедијиној остави